# مخزن سد کمانگران
مخزن سد کمانگران (انگلیسی: Kamongaron Reservoir) یک دریاچه سد در ازبکستان است که در ولایت سمرقند جای دارد.